# Karel Pařík

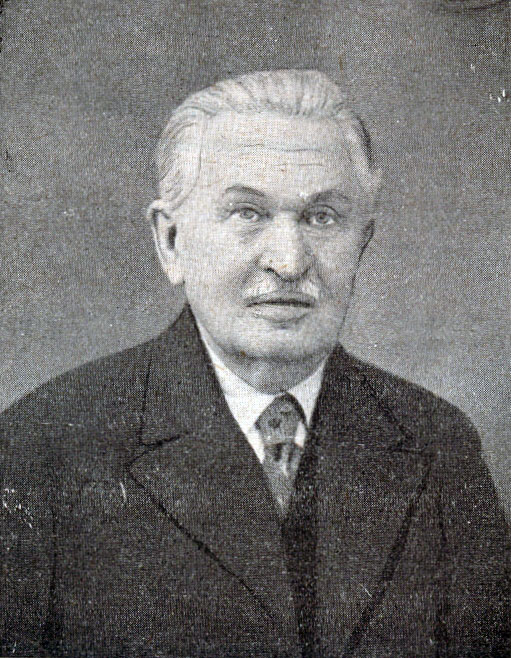
Karel Pařík

Karel Pařík (* 4. Juli 1857 in Veliš bei Jičín, Böhmen; † 16. Juni 1942 in Sarajevo) war ein tschechischer Architekt, der um die Jahrhundertwende das Stadtbild der bosnischen Hauptstadt Sarajevo maßgeblich prägte und zu deren Urbanisierung beitrug.

## Leben
Karel Pařík studierte an der Akademie der bildenden Künste Wien bei Theophil Hansen und Friedrich von Schmidt. Nach der Okkupation Bosniens durch Österreich-Ungarn im Jahre 1878 gab es dort Bedarf an neuen, repräsentativen Bauten.
Pařík galt als Kenner der historistischen Architektur und kam 1884 nach Sarajevo, wo er zahlreiche öffentliche Gebäude sowie Sakralbauten verwirklichte. Insgesamt errichtete er etwa 150 Gebäude in Bosnien und Herzegowina, davon 70 in der Hauptstadt. Er kämpfte für den Erhalt der alten Stadtteile und errichtete die Neubauten an freien Plätzen. Pařík ist verantwortlich dafür, dass die bis dahin orientalische Stadt ein deutlich europäisches Gepräge bekam.

## Werke (Auswahl)
- Universität Sarajevo
- Fakultät für islamische Studien, neomaurisch
- Nationaltheater Sarajevo, 1898
- Akademie der Künste Sarajevo, 1899
- Synagoge in Sarajevo, 1902
- Nationalmuseum von Bosnien und Herzegowina, 1913
- St.-Josephs-Kirche in Sarajevo, neoromanische katholische Kirche, 1940

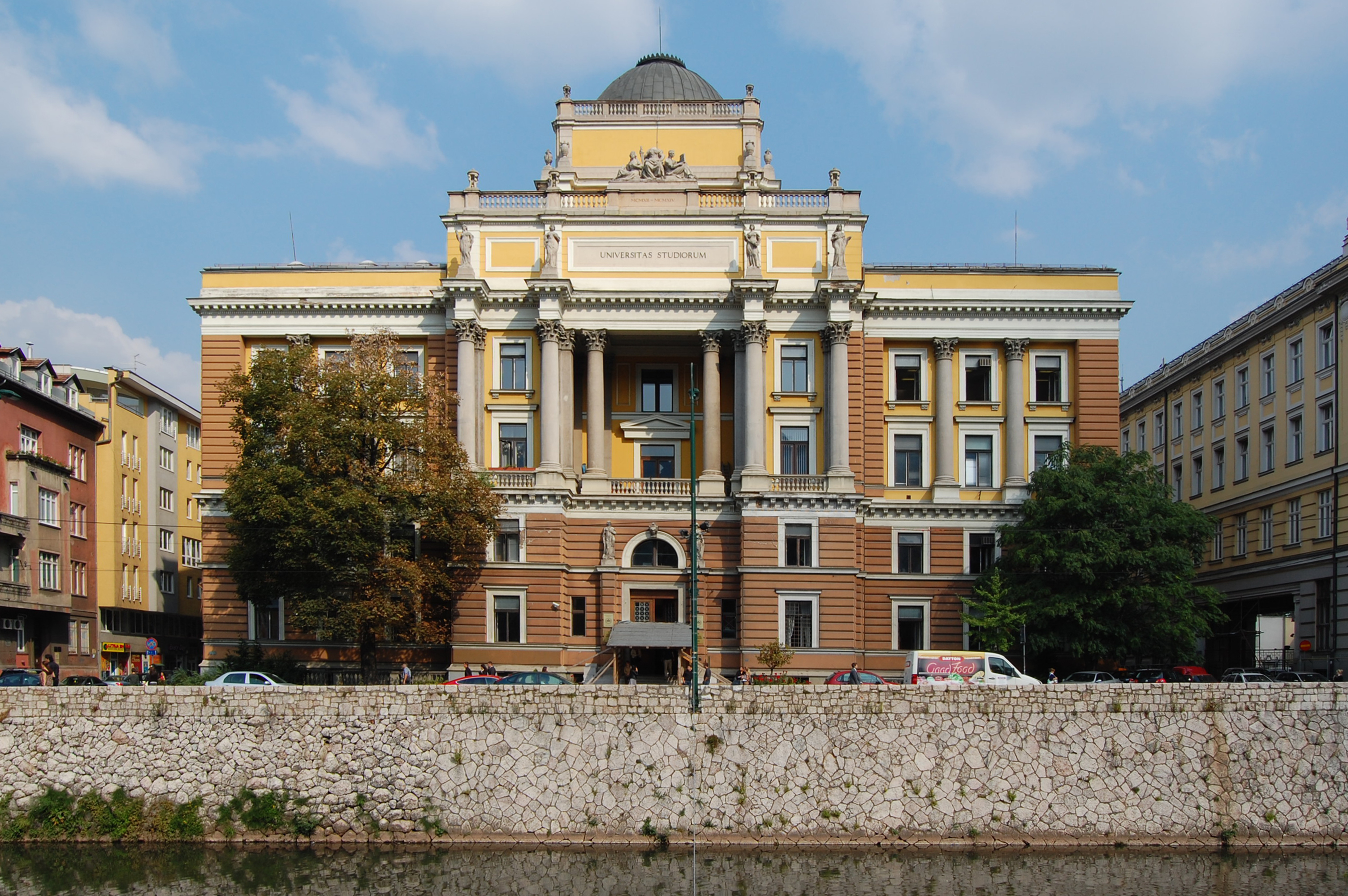
Universität Sarajevo
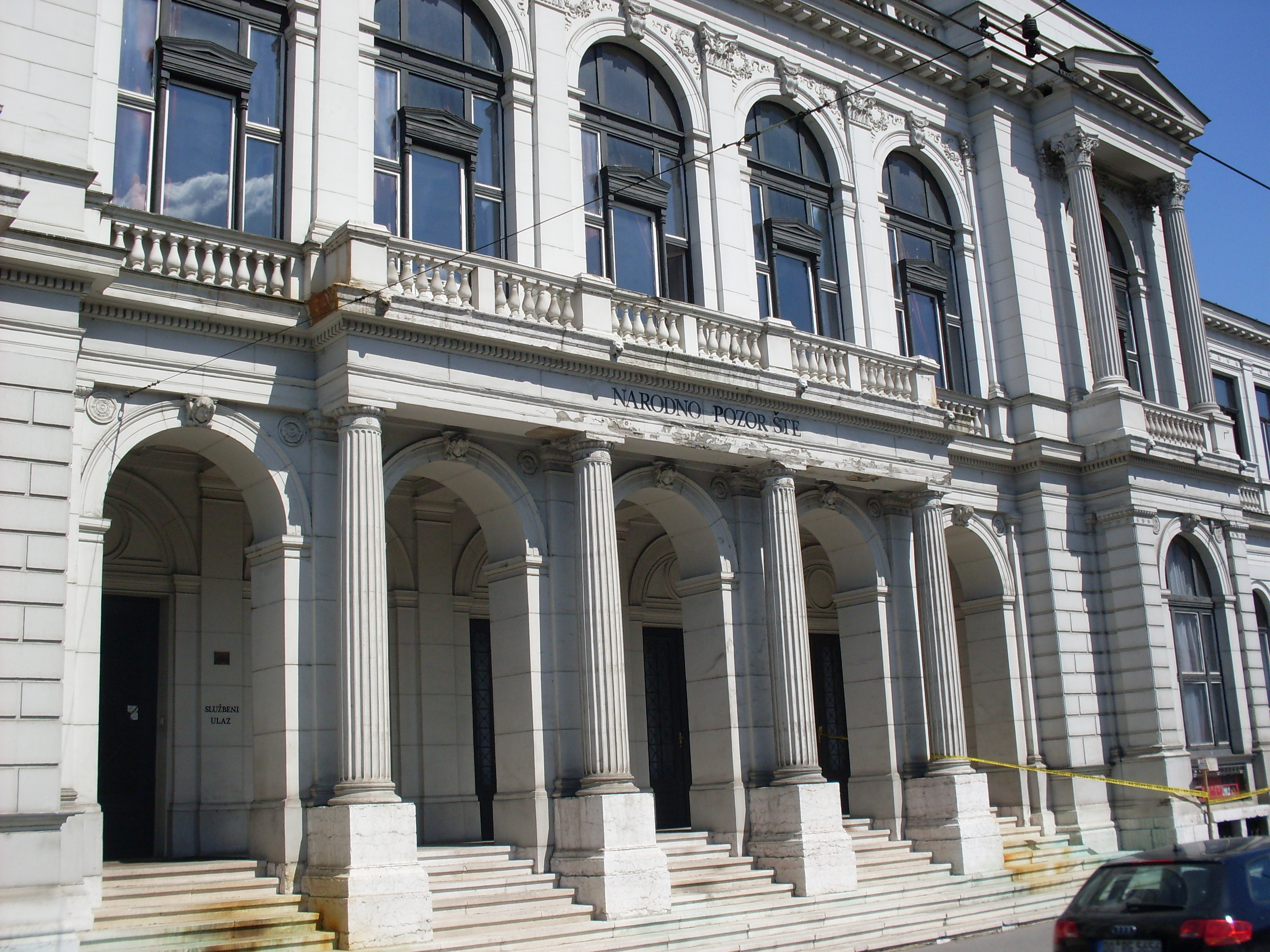
Nationaltheater
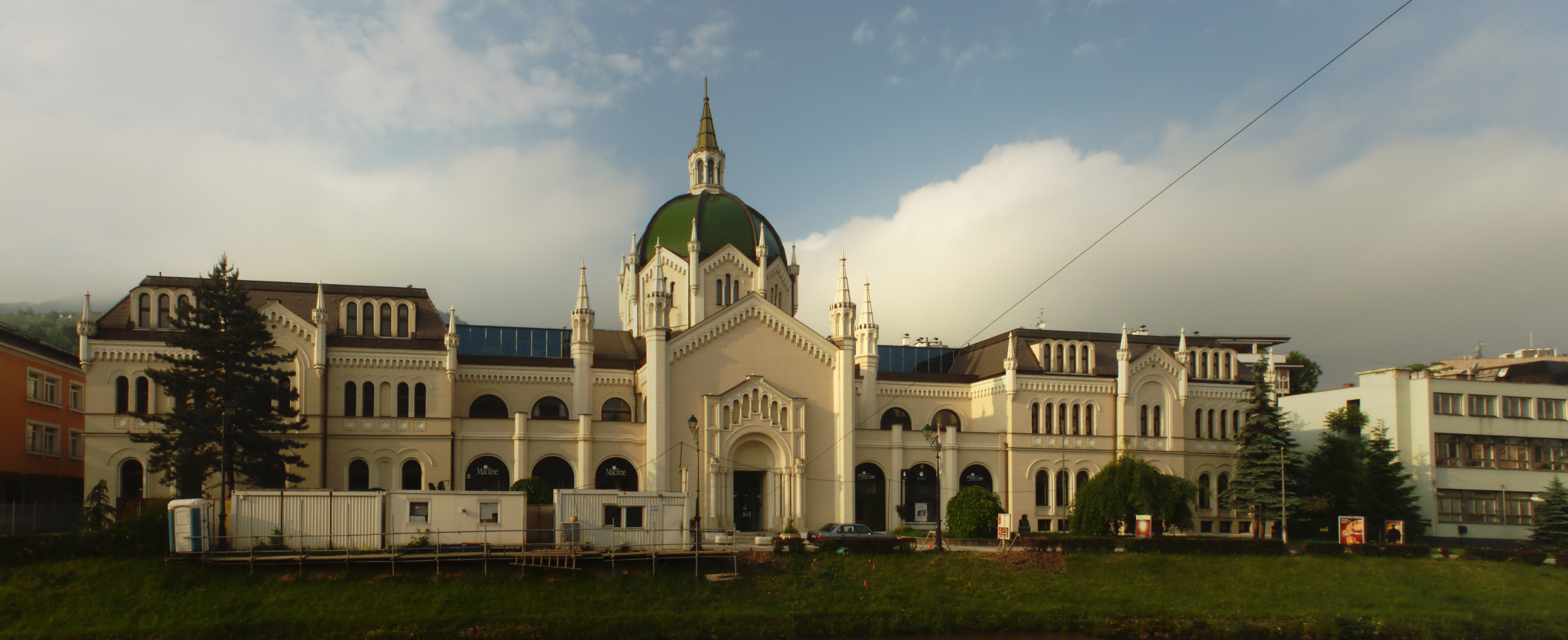
Akademie der Künste
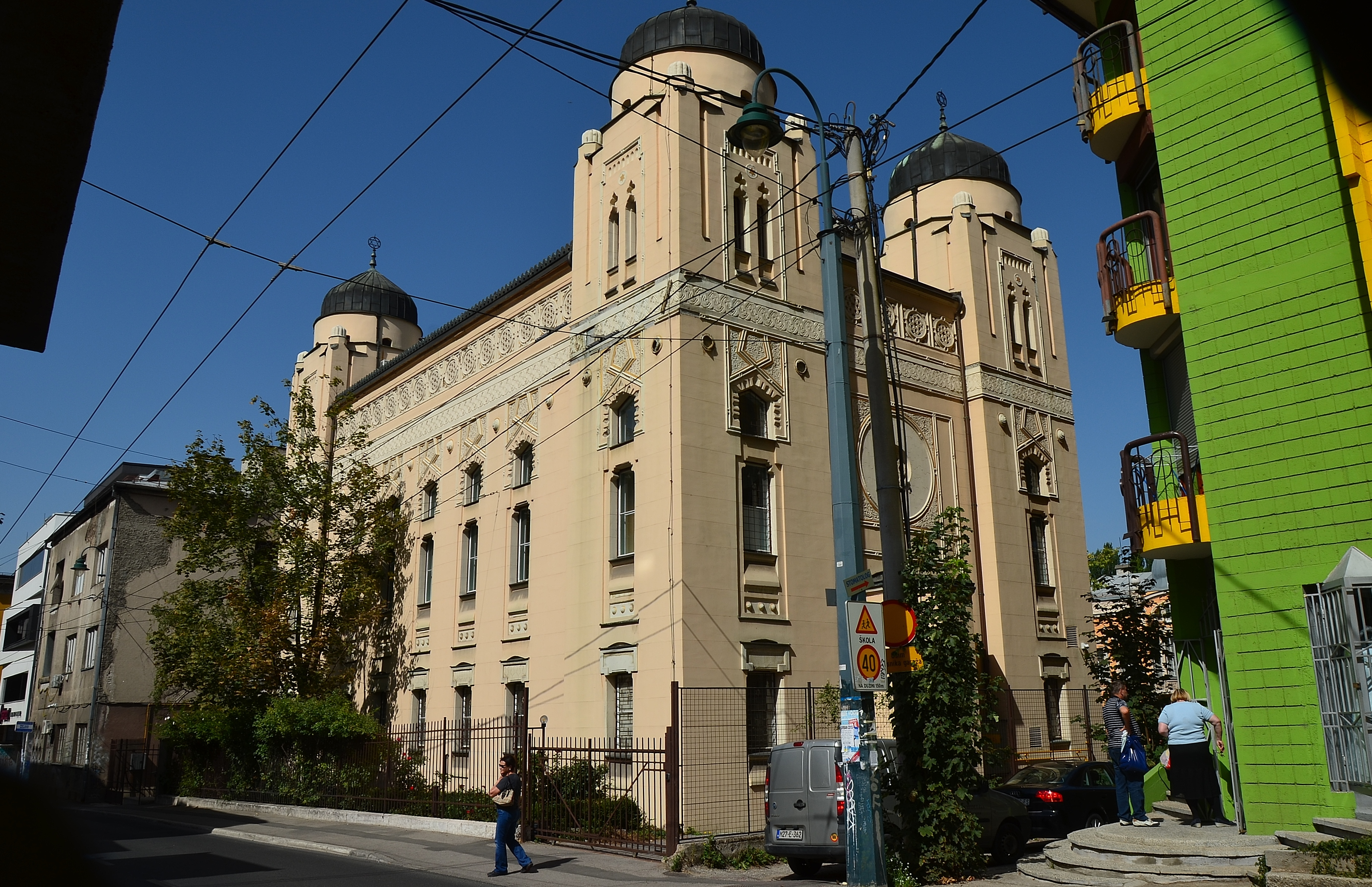
Synagoge in Sarajevo
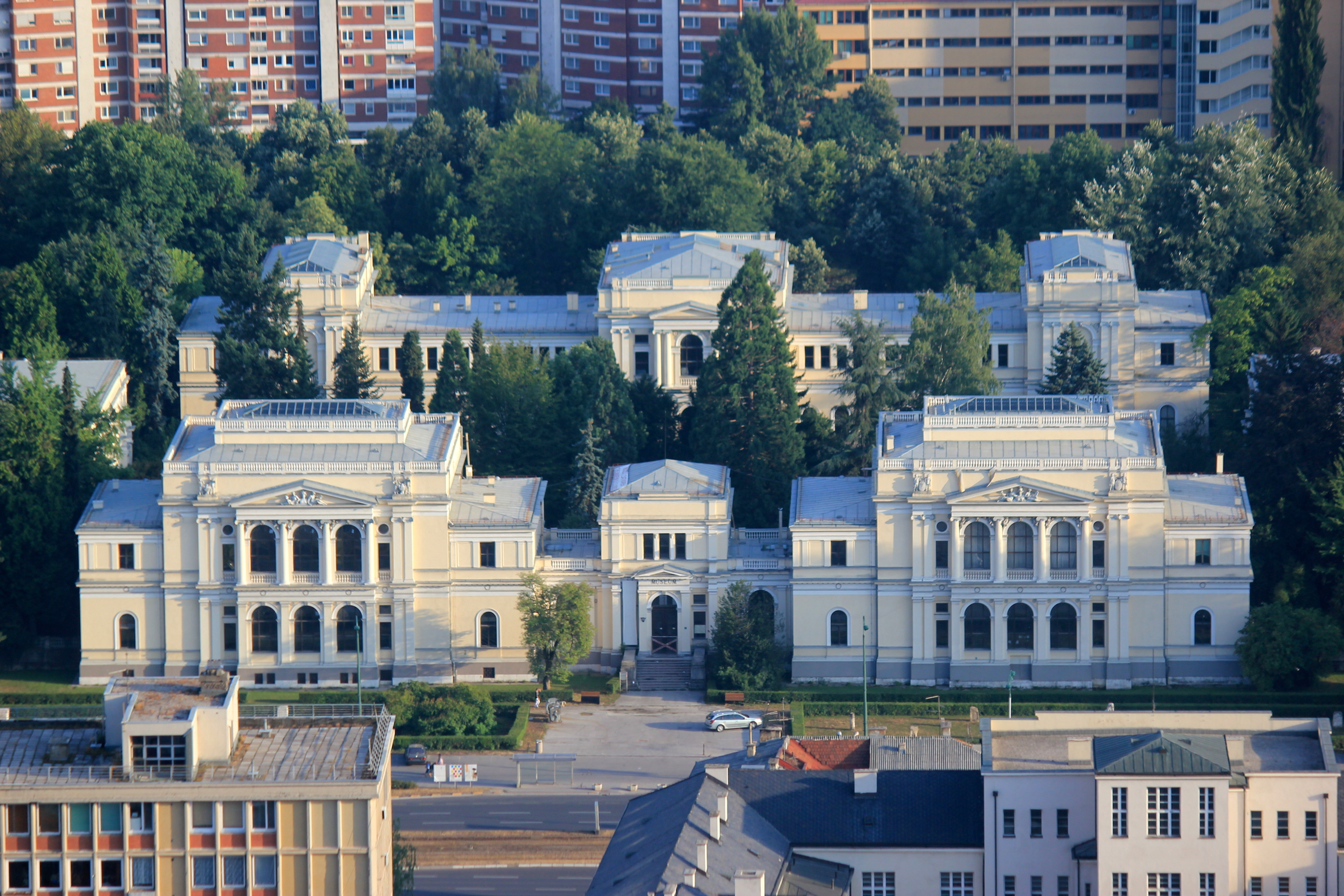
Nationalmuseum
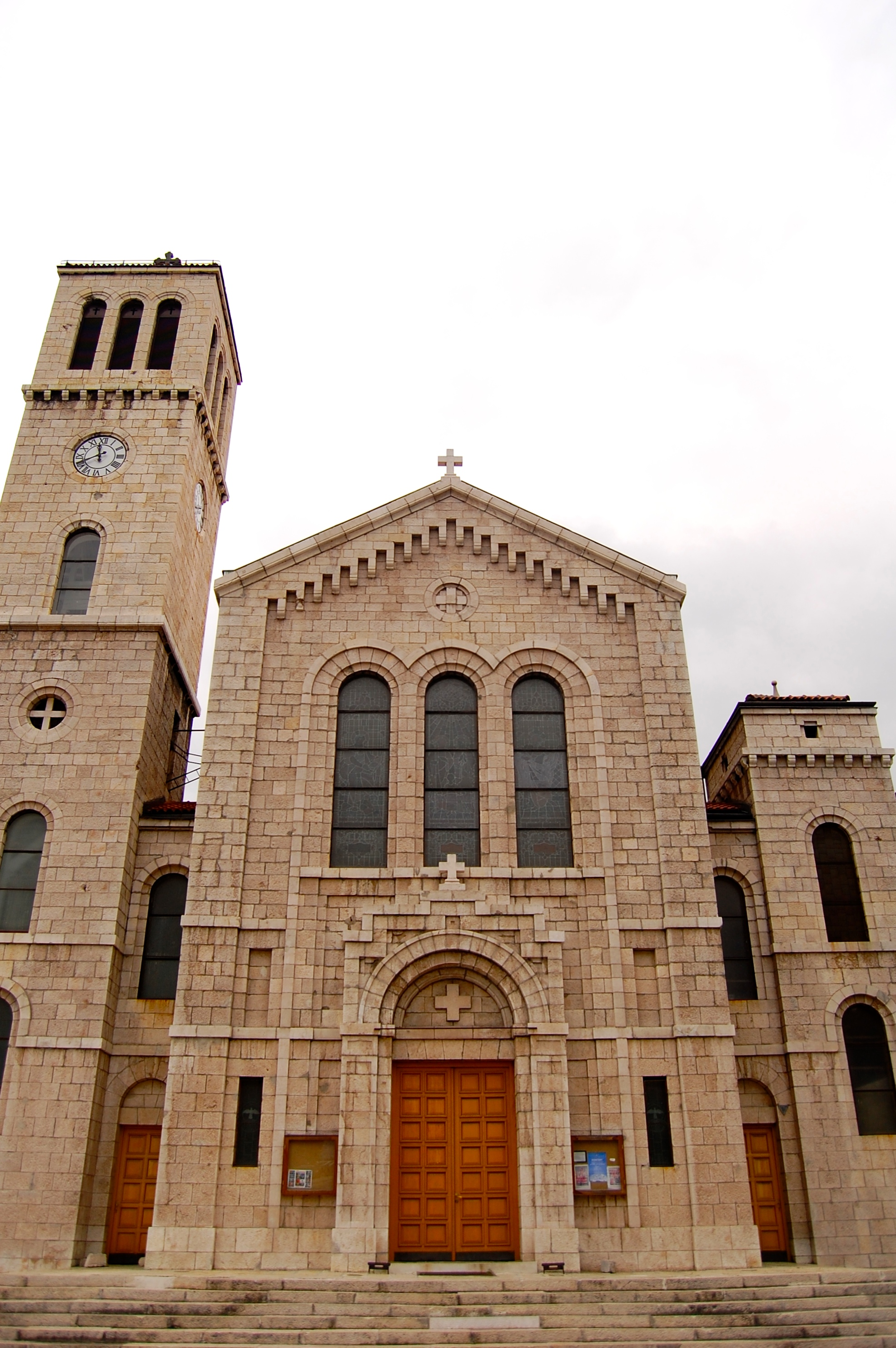
Josephskirche in Sarajevo